# УкрАвтоПром
Асоціація автовиробників України або «Укравтопром» є українською автомобільною асоціацією. Асоціація «Укравтопром» була створена в 1998 році за ініціативи провідних підприємств і організацій автомобілебудівної промисловості України за підтримки Міністерства промислової політики з метою представлення їхніх інтересів при визначенні стратегії розвитку вітчизняного автомобілебудування, створенні нормативно-правової бази щодо державної підтримки та стимулювання цієї пріоритетної для економіки країни галузі. Штаб-квартира «Укравтопрому» знаходиться на вулиці Заплавна 15/2, Київ, Україна.
Асоціація «Укравтопром» є членом Міжнародної асоціації виробників автомобілів (OICA). «Укравтопром» також є організатором Київського Міжнародного Автосалону SIA.

## Автовиробники
- ПрАТ БОРИСПІЛЬСЬКИЙ АВТОЗАВОД
- ПрАТ ЧЕРКАСЬКИЙ АВТОБУС
- ПрАТ «Єврокар»
- ПАТ «ЗАЗ»
- Корпорація «Богдан»
- Корпорація «УкрАВТО»
- ХК «АвтоКрАЗ»
- ТзОВ «Завод «ПОЖСПЕЦМАШ»
- ДП «Прем'єр Експо»
- Державтотранс

## Зовнішні посилання
- Офіційний сайт Укравтопром [Архівовано 20 жовтня 2020 у Wayback Machine.]
- Офіційна сторінка Фейсбук Укравтопром [Архівовано 21 лютого 2022 у Wayback Machine.]